# The Dawn
The Dawn es una banda de rock filipina que primero logró un éxito comercial durante la década de 1980 en Filipinas. La banda se separó en 1995 con el vocalista Jett Pangan formando otra banda, el Grupo Jett Pangan. The Dawn o El Alba, se reunieron a finales de 1999. Es considerado una de las agrupaciones de más larga "duración y la del rock más prolíficos de Filipinas".

## Miembros
- Jett Pangan
- JB Leonor
- Buddy Zabala
- Kenneth Ilagan

## Miembros anteriores
- Teddy Díaz
- Clay Luna
- Mon Legaspi
- Carlos Balcells
- Atsushi Matsuura
- Noel Mendes (Zorro)
- Dodo Fernández
- Francis Reyes

## Discografía

### Álbumes de estudio
- The Dawn (1987)
- I Stand With You (1988)
- Beyond the Bend (1989)
- Heart's Thunder (1990)
- Abot Kamay (1992)
- Puno't Dulo (1994)
- Prodigal Sun (2000)
- Harapin (2004)
- Tulad Ng Dati (2006)
- The Later Half of Day (2008)
- Sound the Alarm (2009)

### Compilaciones
- Iisang Bangka Tayo (1991)
- The Dawn: OPM Timeless Collection Gold Series (1997)
- The Story of The Dawn: The Ultimate OPM Collection (2001)

### Álbumes en vivo
- The Dawn: Live (1989)